# Stavern
Stavern est une ville de la municipalité de Larvik, dans le comté de Vestfold en Norvège ayant en 2022 une population de 5 902 habitants. Stavern est une petite ville dans laquelle le tourisme est l'une des sources de revenus les plus importantes. Pendant l'été, la population augmente jusqu'à 30 000 voire 40 000 personnes.

## Histoire
Stavern était autrefois une municipalité distincte, à l'origine sous le nom de Fredriksvern. En 1930, la commune change son nom en Stavern et en 1943 reçoit le statut de ville
Stavern a probablement été un port depuis longtemps. On peut trouver Stavern dans des écrits datant des XIe et XIIe siècles, dans lesquels Stavern est considéré comme un bon port de pêche.

## Passé militaire
L'activité militaire à Stavern a commencé avec la construction du fort de Stavern de 1675 à 1679, partie d'une importante construction de forteresses norvégiennes sous Christian IV.
La base navale de Fredriksvern a été construite dès 1750. Elle est désormais un monument historique.

## Galerie

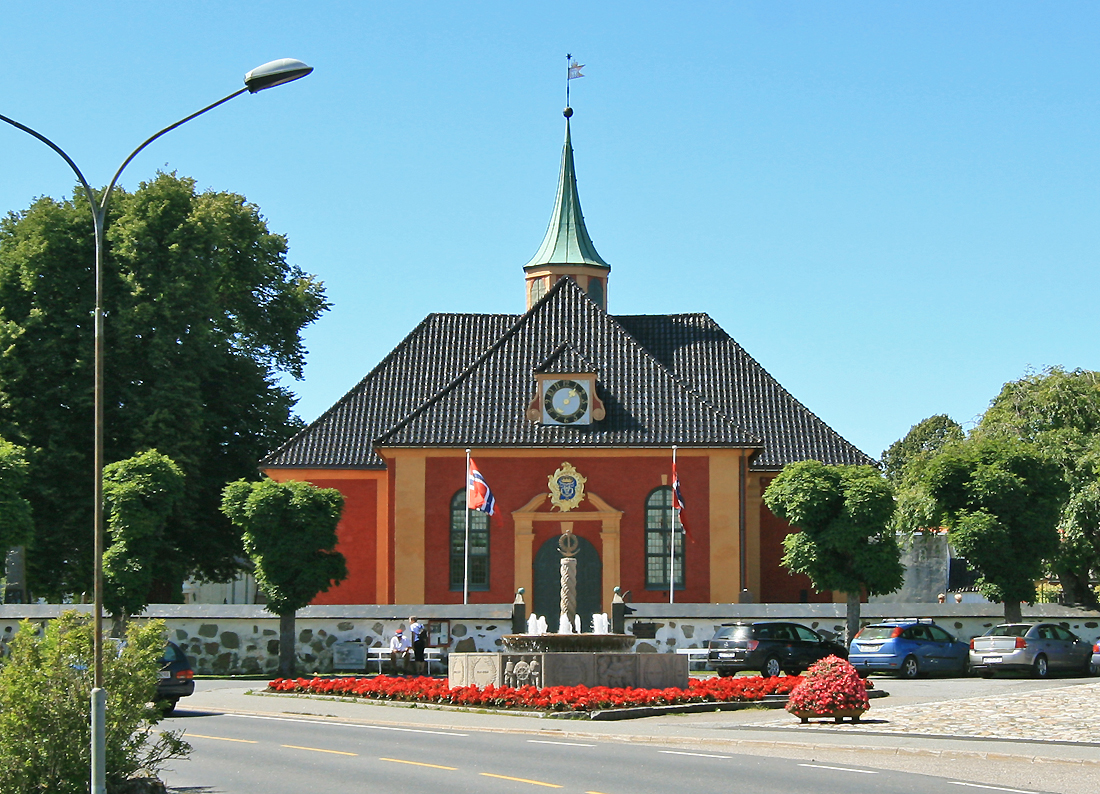
Eglise de Stavern
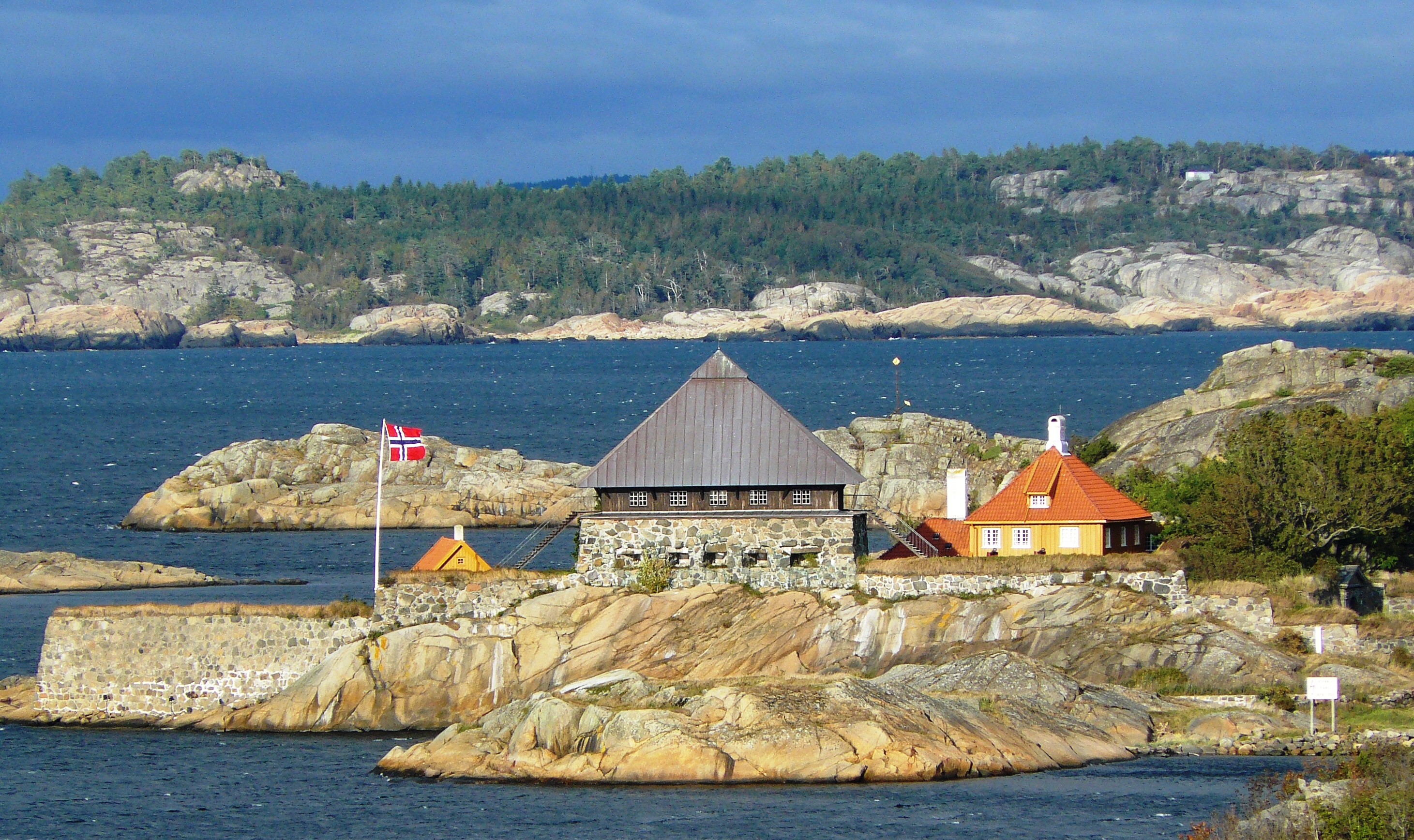
Fort de Stavern
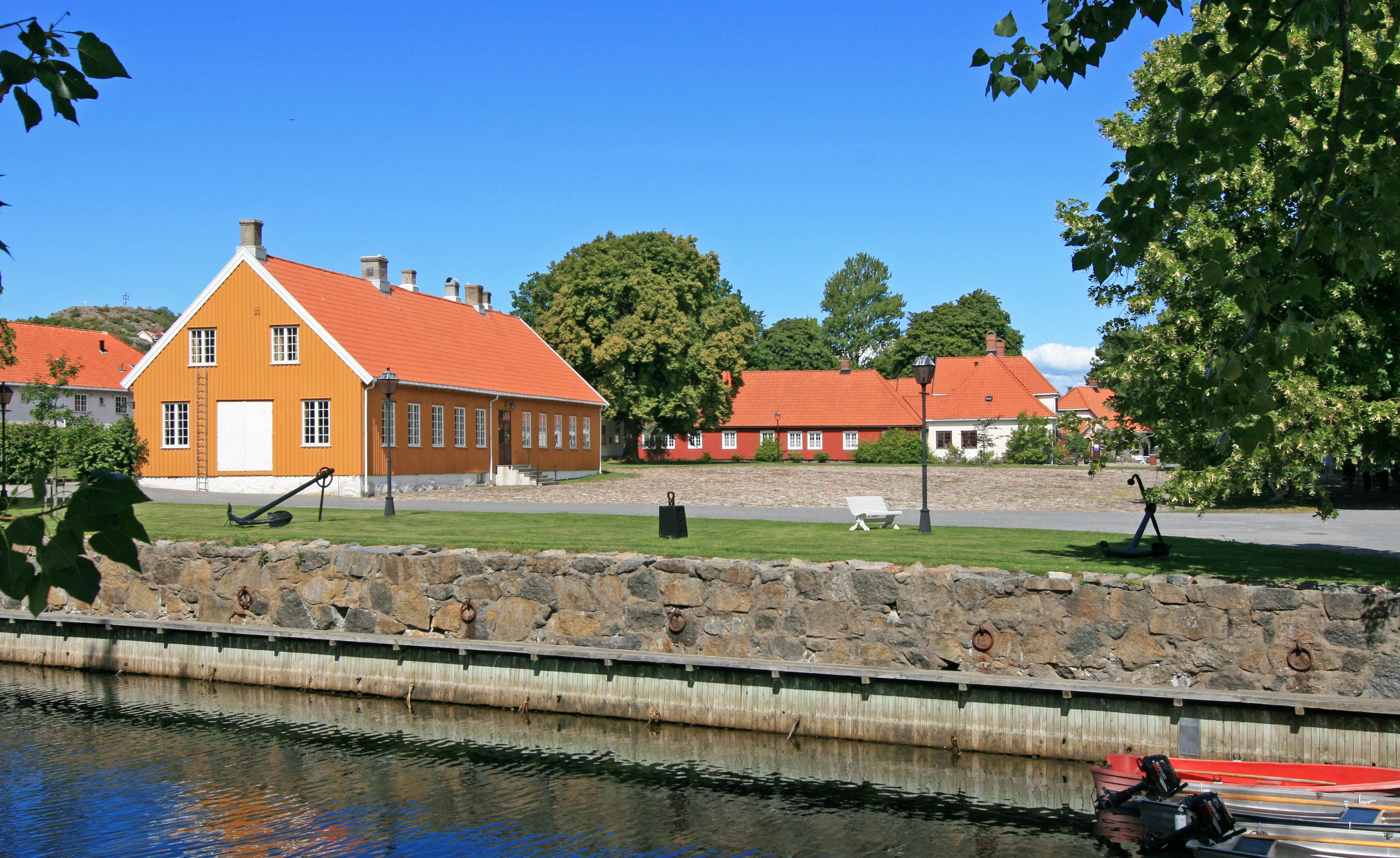
Base navale de Fredriksvern